# Chester Alan Arthur II
Pour les articles homonymes, voir Arthur.
Chester Alan Arthur II (25 juillet 1864, New York - 18 juillet 1937, Colorado Springs,) est une personnalité américaine.

## Biographie
Fils du président Chester Arthur et de Ellen Lewis Herndon, il grandit à New York (Lexington Avenue). Sa mère décède en 1880 alors qu'il a seize ans ; l'année suivante, son père devient président des États-Unis.
Si son père ne passait que peu de temps avec lui et sa sœur, il aimait les mettre en valeur pendant les fêtes somptueuses qu'il tenait à Washington. Chester Allan II appréciait la vie sociale et jouissait d'une vie de loisirs, lui valant le surnom de « prince of Washington ». Régulièrement, il assiste à des réceptions et utilise le yacht présidentiel (en) et la voiture.
Arthur suit ses études à l'Université de Princeton, dont il sort diplômé en 1885, puis il étudie le droit à la Columbia Law School, dans l'espoir de reprendre la cabinet d'avocat de son père à New York.
Après ses études, en 1887, il s'embarque pour l'Europe et y reste pendant près de treize ans. Il se rend dans chaque grande ville européenne. Il fait partie du cercle d'amis du prince de Galles (futur roi Édouard VII). Son fils l'a décrit comme « le modèle parfait d'un gentleman édouardien et d'un Américain européanisé ». Il a également été décrit comme « grand, beau et athlétique ».
En Europe, il jouissait de la compagnie de « femmes admiratrices », de la cuisine et des chevaux, notamment les promenades en calèches à travers la campagne française. À cette époque, il préfère être appelé Alan. Il fait campagne sans succès pour le poste d'ambassadeur aux Pays-Bas en 1897.
Le 10 mai 1900, il épouse une riche héritière divorcée, Myra Townsend Fithian (1870-1935), à l'église épiscopale américaine et anglaise lors d'une cérémonie civile à Vevey, en Suisse. Elle était la fille du major Joel Adams Fithian et la petite-fille de Richard B. Connolly, et sa sœur était mariée à Arthur de Gabriac (fils du marquis Joseph Jules de Cadoine de Gabriac).

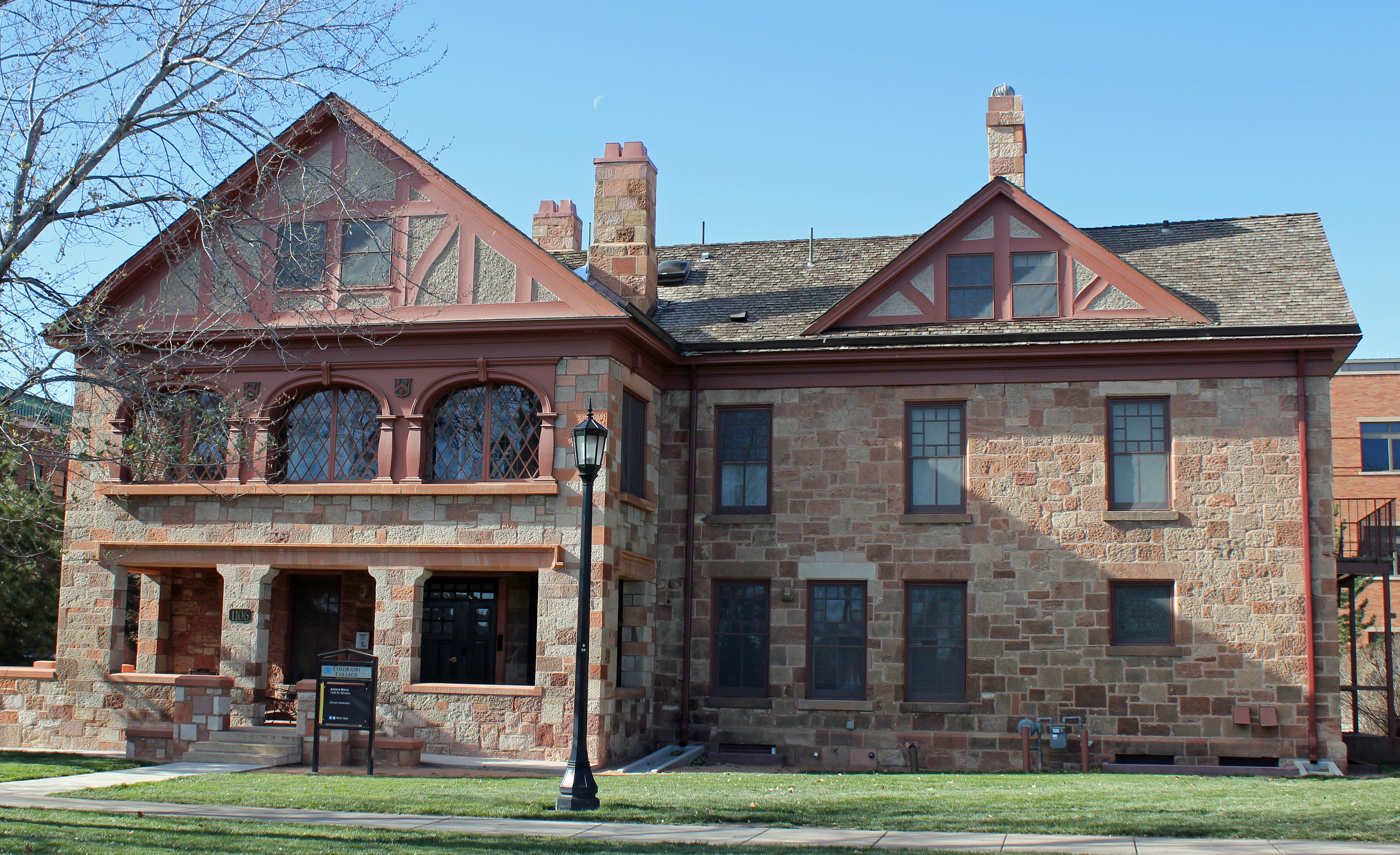
, leur maison de Colorado Springs.

Il rentre aux États-Unis en 1900, et acquiert une propriété à Colorado Springs pour sa santé, tout en conservant une résidence en Europe.
Leur fils Chester Alan III (en) né le 21 mars 1901 (Gavin épousa en secondes noces Esther Murphy Strachey, divorcée du ministre britannique John Strachey).
Propriétaire de chevaux de courses, Arthur était également un joueur émérite de polo.
Il devient président du Cheyenne Mountain Country Club (en) en 1905. Il a également fourni des fonds pour les installations du club et a fait construire avec Spencer Penrose (en) le Cheyenne Mountain clubhouse.
Il déclina une offre de candidature comme sénateur du Colorado.
Le vice-président Theodore Roosevelt est venu à Colorado Springs dîné chez Arthur et a assisté à un match de polo au cours de sa visite en 1901.
Arthur était un membre du New York's Member Union, du Knickerbocker Club, du The Brook (en) et du Racquet and Tennis Club (en), ainsi que du Travelers' Club de Paris, du Denver Club, d'El Paso Club et du Colorado Springs Country Club.
Myra et Chester Arthur II ont divorcé à la fin des années 1920, du fait des liaisons de Chester. Arthur s'est remarié en 1934 avec la femme d'affaires Rowena Dashwood Graves en 1934.
Il n'a jamais vécu la vie d'avocat que son père avait imaginé pour lui. Il n'a jamais occupé d'emploi, s'occupant de ses intérêts (polo, art et rencontres sociales). Parmi ses amis se trouvaient des artistes tels que James McNeill Whistler et John Singer Sargent.

## Sources
- Winfield Scott Downs, Arthur, Chester Alan, in "Encyclopedia of American biography: New series, Volume 10", 1939
- Sandra L. Quinn, Chester Alan Arthur II, in "America's Royalty: All the Presidents' Children", 1995
- Foster Coates, The Sons of Recent Presidents of the United States, The Chautauquan magazine, septembre 1897
- Newport in the Rockies: the life and good times of Colorado Springs, 1980
- Chester Alan Arthur Jr., in "Princeton Alumni Weekly", 1937
- Notices d'autorité :   - VIAF
  - LCCN
  - WorldCat